# Flaine
 (octobre 2022).
Flaine est une station de sports d'hiver de France en Haute-Savoie créée en 1968 dans le cadre du Plan neige de 1964. 

## Géographie

### Localisation
La station est située sur les territoires des communes de Magland et d'Arâches-la-Frasse et son domaine skiable s'étend également dans une très moindre mesure sur ceux de Passy, Sixt-Fer-à-Cheval et Samoëns, relié aux stations des Carroz, de Morillon et de Samoëns pour former le Grand Massif. Elle culmine à 2 500 mètres d'altitude. Elle compte environ 200 habitants à l'année.[réf. nécessaire].

### Accès à la station
L'accès se fait soit par une route de montagne au départ du hameau de Balme (Magland) via Arâches-la-Frasse, soit par la commune de Chatillon-sur-Cluses via Arâches-la-Frasse. On arrive dans le cirque de Flaine après 25 km de parcours depuis la vallée de l'Arve, et après avoir franchi le col de Pierre-Carrée, qui se situe à 1843 mètres.

## Nom de la station
Flaine est le nom d'un ancien alpage. On trouve ainsi l'ancienne forme Flénoz au XVIIIe siècle.

## Histoire

### Création de la station
Gérard Chervaz, venu de la Suisse, découvre la vallée lors d'une randonnée à ski en 1953. Avec le feu vert du maire, il s'efforce de trouver quelqu'un susceptible de réaliser son programme, et fait alors la connaissance d'Eric Boissonnas.  Ce mécène va collaborer avec Marcel Breuer, ainsi qu'avec sa femme Sylvie, sur le projet. 
« C’est ainsi que nous est venue l’idée en 1959 de créer quelque part en France, un prototype d’urbanisme, d’architecture et de design, pour lequel la rentabilité immédiate serait subordonnée aux choix esthétiques et au respect de l’environnement » Eric Boissonnas.

La construction commence en 1963, mais rencontre une entrave majeure en 1964 quand l’emprise du terrain pour la route ne s’achève pas. Breuer décide alors de construire une usine de préfabrication des éléments de béton à Magland. Un téléphérique est construit pour acheminer le matériel, ainsi que les ouvriers, vers la vallée de Flaine. 

### Histoire des infrastructures

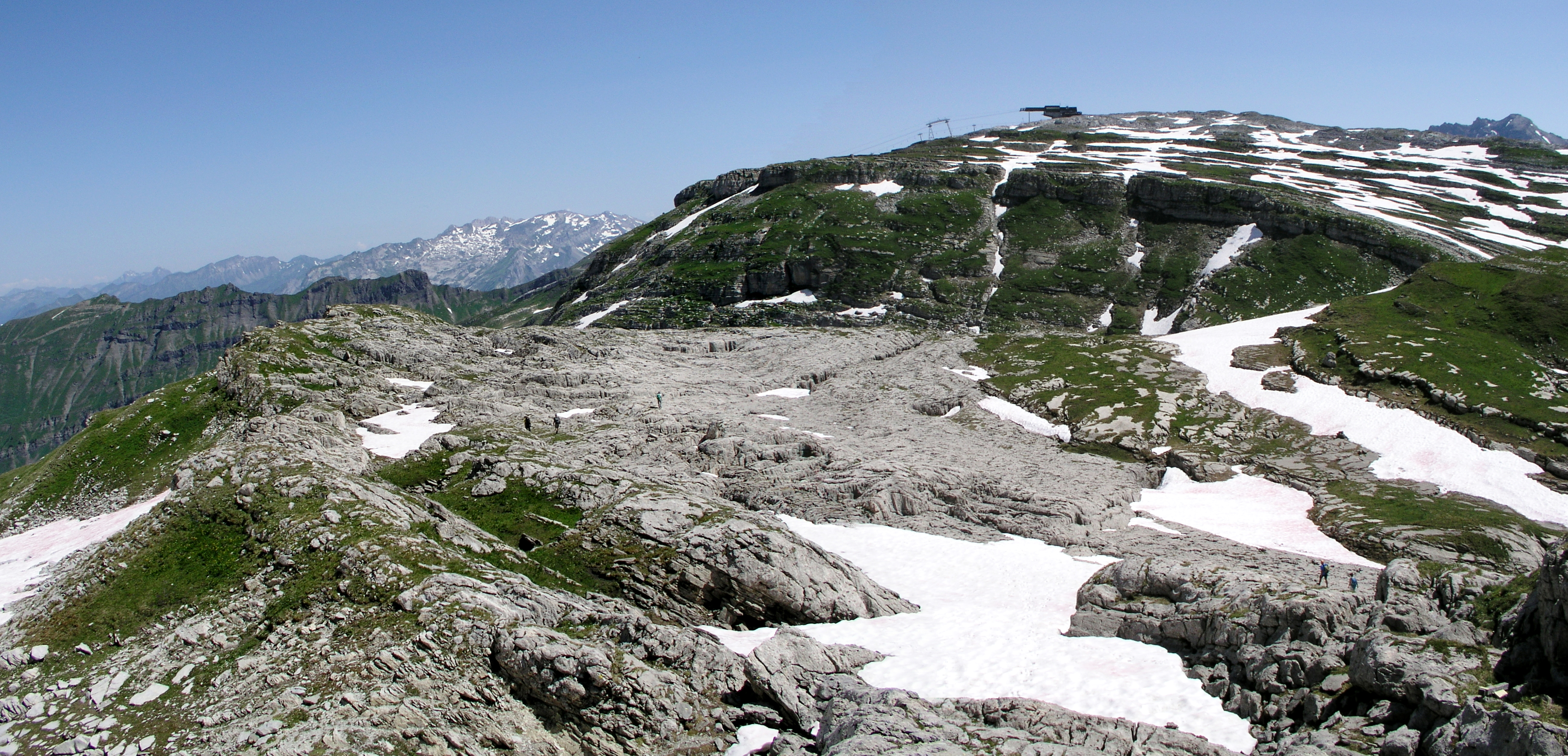
Les Grandes Platières (station de Flaine) vues depuis la tête de Monthieu (Passy, Haute-Savoie).

La station voit le jour en 1967. Le projet de la construction d'un téléphérique existait depuis 1963. L'appareil, construit par Applevage, est mis en service pour Noël 1967. D'une capacité de 65 personnes, il devient l'appareil central de Flaine. D'une longueur de 3 kilomètres, ce téléphérique à un dénivelé de 869 mètres. Il s'agit d'un téléphérique à va-et-vient. Le téléphérique est baptisé Désert Blanc. Les cabines d'origine de couleur rouge seront changées en 1976. La même année que la naissance du téléphérique, sont construits les téléskis Grand Ballacha 1 et Petit Ballacha et le télésiège monoplace Flaine Supérieur et huit pistes voient le jour : Faust A, Faust, Diamant Noir, Diable, Méphisto, Lapiaz, Épicéa et Flaine Supérieur. En 1968, est construit le télésiège monoplace du Col de Platé. Il sera doublé en 1972 par un télésiège biplace du même nom avant d'être démonté à la fin de la décennie. Le développement de la station se poursuit en 1969 avec la construction du téléski du Stade de slalom desservant la piste du même nom et de la télécabine quatre places de l'Aup de Véran. L'année suivante, sont construits le télésiège deux places des Grands Vans et les téléskis des Bois et de la Combe de Veret. Cinq autres pistes sont créés : Almandine, Axinte, Combe de Veret, Grand Chaudron et Tourmaline.
Le développement se poursuit en 1973 avec la construction du téléski Lapiaz et le remplacement du télésiège de Flaine Supérieur par un télébenne de Creissels. En 1975, est construit le télésiège deux places du Pré sur le front de neige de Flaine Forêt desservant la piste verte Érable et le téléski du Grand Ballacha est doublé par un deuxième téléski sur un tracé un peu plus long. En 1977, naissent la piste Serpentine, la plus longue de Flaine ainsi que le télésiège trois places des Perdrix. En 1980, le télésiège deux places du Diamant Noir vient desservir la piste noire du même nom. En 1981, Flaine connaît des agrandissements avec la construction du téléski Gers et du télésiège deux places Lindars Nord et la création des pistes Agate (desservie par le télésiège Lindars Nord), Styx, Accès Gers et Retour Gers (desservies par le téléski Gers). La création de la piste Agate desservie par le télésiège des Lindars Nord s'inscrit dans un projet de ski d'été à Flaine, nouveauté motivée par le fort enneigement que connait traditionnellement la station : de la neige aurait été stockée sur l'adret de la tête des Lindars dans le but d'enneiger en période estivale la piste Agate sur ses 300 mètres de dénivelé mais ce projet n'est jamais mené à terme. En 1982, la piste verte Serpentine change de couleur et devient une piste bleue. En 1984, sont construits les téléskis du Grand Grenier et du Colonnay (démonté en 2010) et sont créés les pistes Diablotin, Méphisto, Traversée Lapiaz et Lutin. La même année, les trois téléskis Ballacha sont victimes d'une avalanche endommageant fortement les gares avals. Ils seront rénovés par Montagner (à l'origine, ils avaient été construits par Montaz Mautino). Le téléphérique de la station, bien que parfaitement entretenu, devra laisser sa place à un double-monocâble l'année suivante, en raison de son débit devenu problématique. Le double-monocâble des Grandes Platières réutilise les pylônes et les gares du précédent téléphérique, ce qui a permis de réduire les coûts et les temps d'installation. Il fait partie de la courte génération des téléphériques débrayables dont le premier avait été construit en 1984 et le dernier en 1986. En 1988, la télécabine de l'Aup de Véran bénéficie d'une rénovation avec le remplacement de ses cabines.
En 1993, le télésiège biplace du Col du Platé est changé en télésiège quatre places construit par Skirail. En 1996, la station s'équipe des premiers enneigeurs. En 1997, trois autres pistes voient le jour : Lucifer (bleue), Améthyste (verte) et Belzébuth (rouge). En 1998, est construit le Télécorde de Bissac sur le front de neige de Flaine Forêt. L'année suivante, la station fait construire ses deux premiers télésièges débrayables six places : Le Lac et Le Vernant, en remplacement de trois téléskis vétustes, construits dans les années 1970. En 2000, est inauguré le « TSD8 » des Grand Vans, premier télésiège 8 places de France avec celui de Méribel, ce télésiège est venu remplacer un ancien télésiège triplace au faible débit. La même année, le double-monocâble bénéficie d'une rénovation avec le remplacement de ses cabines et la piste Serpentine change complètement de tracé.
Deux années plus tard, la partie basse de la Lucifer devient rouge. En 2006, est construit le télésiège débrayable 6 places de la Tête des Verds. En 2010, le télécorde de Bissac et le télésiège du Pré sont démontés au profit de deux tapis roulants. En 2013, arrive une grande modification avec l'élargissement et le reprofilage de la majorité des pistes du domaine skiable et les remplacements des téléskis Grand Ballacha, des télésièges Col du Platé et Perdrix et de la télécabine de l'Aup de Véran par des appareils beaucoup plus performants et adaptés. En 2014, est construit le télésiège fixe 4 places des Gérats.

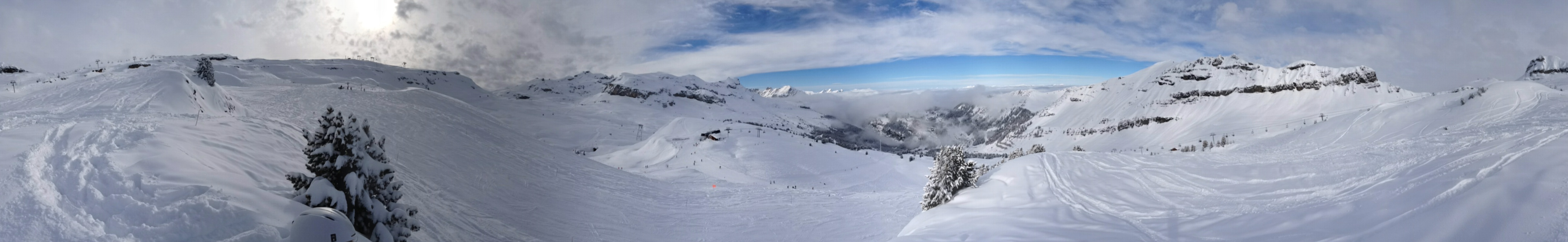
Panorama 360° du domaine skiable de Flaine, depuis la piste Almandine.

## La station

### Architecture

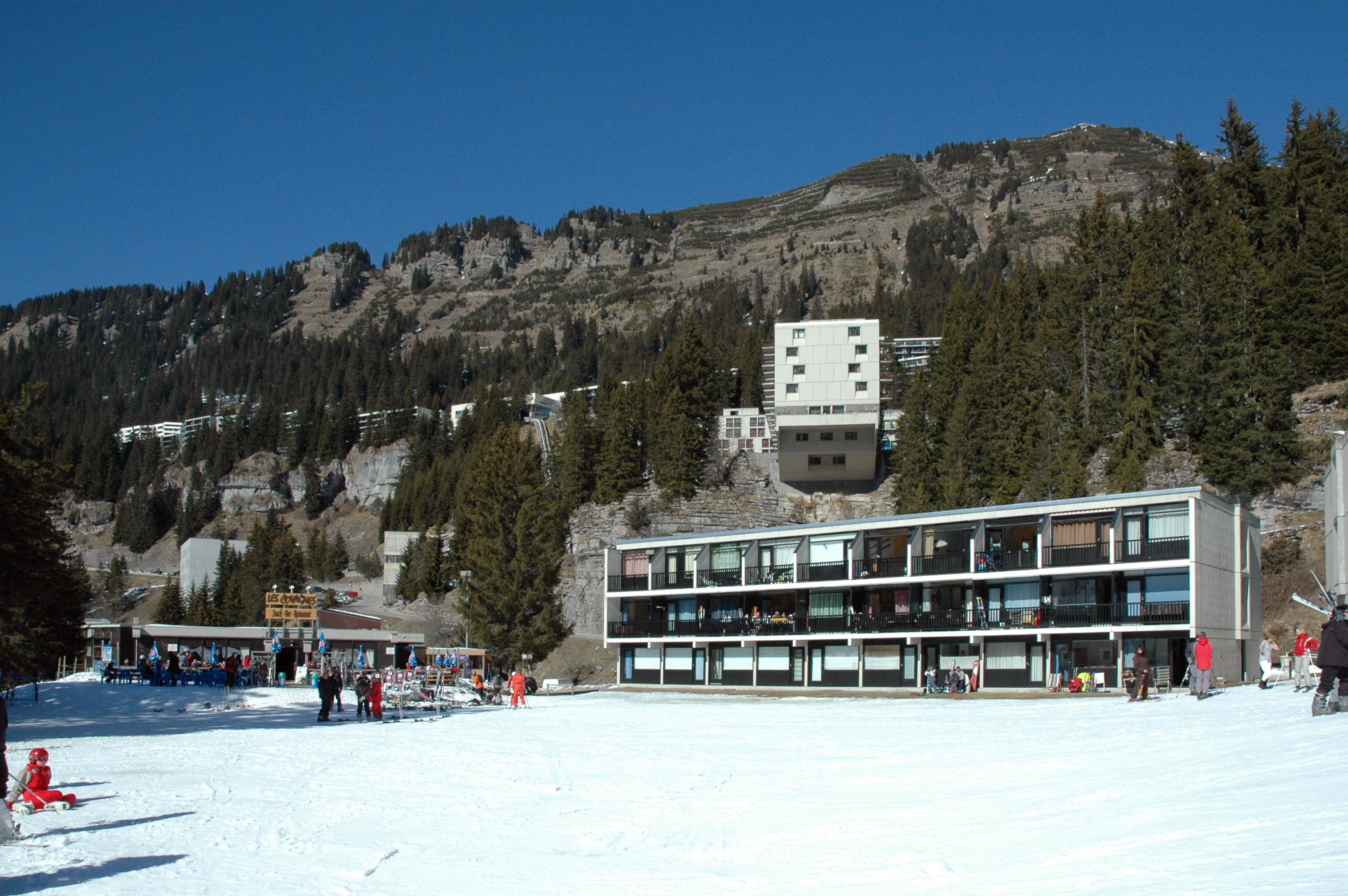
Architecture moderniste à Flaine Front de neige.

Classée monument historique, cette station a été créée en 1968 par le géophysicien Éric Boissonnas, au cœur d'un grand cirque naturel à 1 600 m d'altitude, et conçue comme « station intégrée », skis aux pieds et sans voiture. La station est construite sur trois niveaux : « Flaine-Forêt » (1 700 m), « Flaine-Forum » (1 600 m) , « Flaine-Front de neige » (1 500 m), reliés par deux ascenseurs extérieurs et deux chemins piétonniers.
Avec l'architecte suisse Gérard Chervaz, Eric Boissonnas a fait le pari d'y créer un exemple d'urbanisme, d'architecture et de design, pour lequel la rentabilité immédiate serait subordonnée aux choix esthétiques et au respect de l'environnement. Il a été fait appel à Marcel Breuer, architecte mondialement connu du Bauhaus et ses associés dont Daniel Chiquet, architecte et ingénieur mondialement reconnu ainsi que Laurent Chappis, Gérard Chervaz, André Gaillard, Denys Pradelle, La ligne directrice de la conception architecturale a été le respect de la nature : les lignes du plan masse sont donc harmonisées avec celles de la morphologie du site. Le béton est volontairement présent, fondu par sa couleur avec le calcaire environnant. La volonté de ses promoteurs était de réaliser « un prototype d'architecture, d'urbanisme et de design à la montagne ». Aujourd'hui cette volonté a été reconnue avec le classement de l'Hôtel Le Flaine et de l'immeuble Bételgeuse aux monuments historiques. L'esthétique en barres d'immeubles des années 1960 de la station lui vaut également d'être citée parmi les sites les plus moches de France.

### Hébergement et restauration

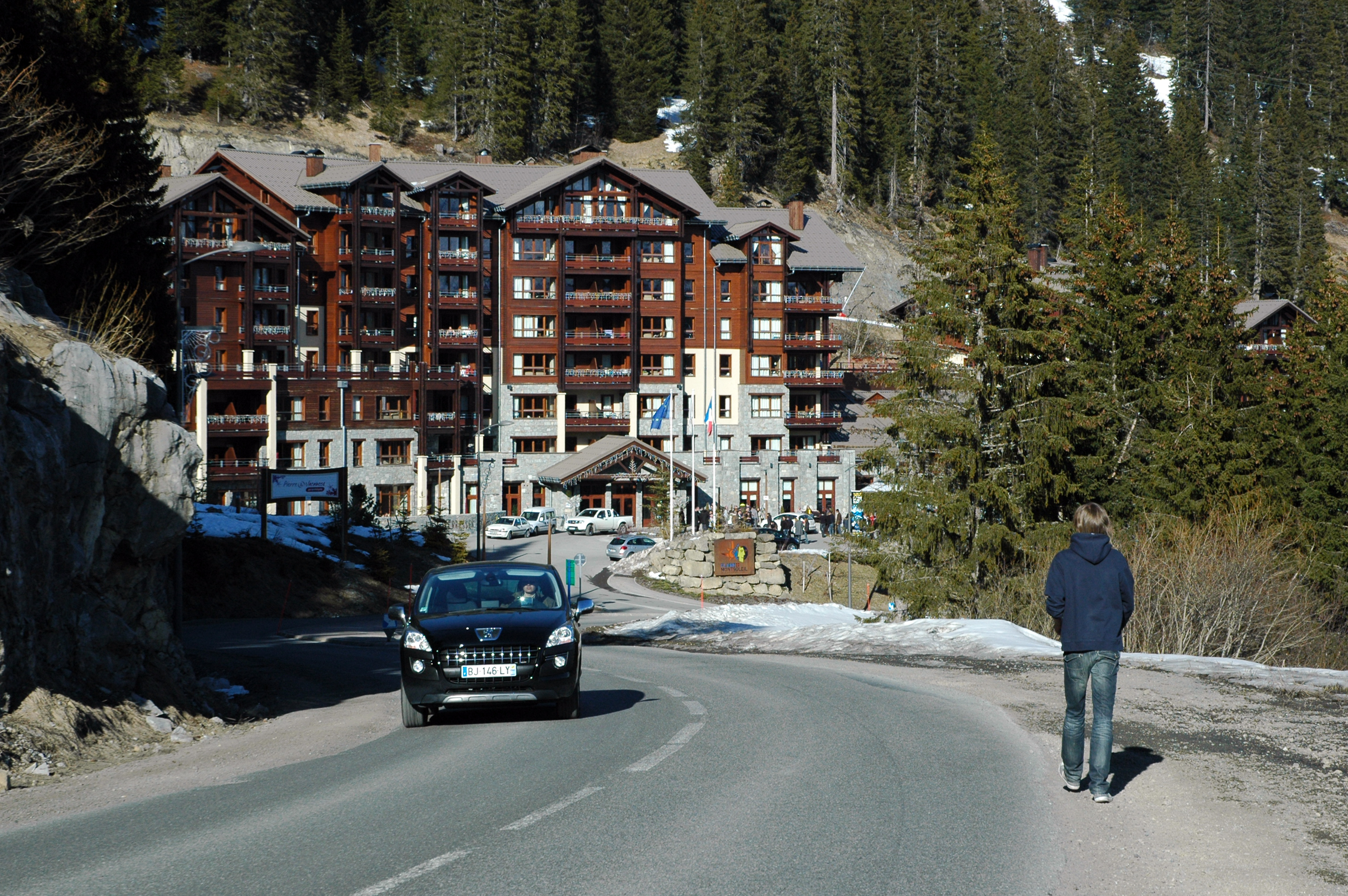
Résidences de tourisme à Flaine Montsoleil, construites en 2008.

En 2014, la capacité d'accueil de la station, estimée par l'organisme Savoie Mont Blanc, est de 12 711 lits touristiques répartis dans 1 828 structures. Les hébergements marchands se répartissent comme suit : 813 meublés ; 7 résidences de tourisme ; 3 hôtels et 4 centres ou villages de vacances/auberges de jeunesse.

## Domaine skiable et gestion

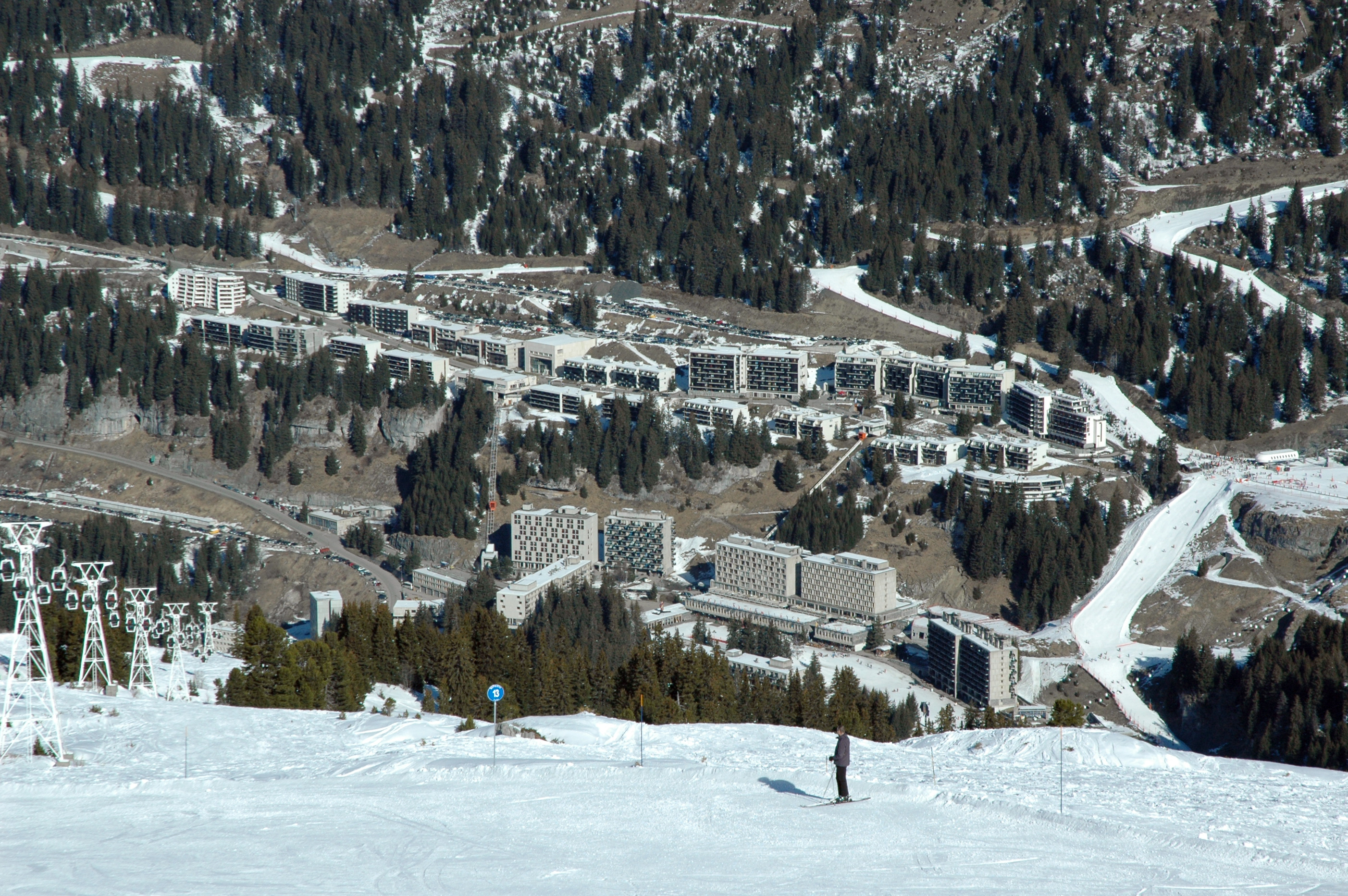
Flaine depuis les pistes de ski.

La station a été le lieu d'innovations successives, avec :
- un centre libéré des voitures ;
- une chaufferie au gaz ;
- une télévision câblée interne à la station ;
- 218 canons à neige ;
- des gares de téléphérique et de télécabine de plain-pied avec les pistes,
- le premier télésiège débrayable à 8 places de France, le TSD des Grands Vans. Ce télésiège a été inauguré en l'an 2000, la même année que le TSD 8 places de Méribel ;
- la première École de ski internationale, en 1974.

## Équipements et investissements
Flaine abrite également des institutions culturelles, avec :
- un auditorium de 500 places qui accueille de nombreux concerts de musique classique et de jazz — des stages de musique sont organisés tous les étés ;
- un centre culturel avec bibliothèque et expositions temporaires ;
- des œuvres monumentales prestigieuses de Pablo Picasso, Jean Dubuffet et Victor Vasarely déposées par le Centre national d'art et de culture Georges-Pompidou.